# 阿利比山
65°55′S 62°40′W / 65.917°S 62.667°W
阿利比山（英語：Mount Alibi）是南極洲的山峰，位於葛拉漢地，處於伯克斯山西南面70公里，該山峰在1928年12月20日由澳大利亞極地探險家發現，現時由南極條約體系管理。